# مؤسسة لونتار
مؤسسة لونتار منظمة غير هادفة للربح مقرها في جاكرتا إندونيسيا، تأسست في عام 1987 من قبل أربعة كتاب إندونيسيين: جوينوان محمد وساباردي دجوكو دامونو وعمر كايام وسوباجيو ساسترواردويو والمترجم الأمريكي جون إتش ماكلين.
المؤسسة هي منظمة مستقلة، لا تنتمي ولا تهدف إلى تعزيز مصالح أي قضية أو جماعة سياسية معينة. يتمثل نشاطها الأساسي في ترجمة ونشر الأعمال الأدبية الإندونيسية التي تتمثل أهدافها طويلة المدى في:
- لتحفيز المزيد من تطوير الأدب الإندونيسي.
- لجعل الأدب الإندونيسي في متناول الجمهور الدولي.
- للحفاظ على سجل إندونيسيا الأدبي للأجيال القادمة.

أحد أكثر أعمال لونتار شهرة هو الزخارف: تقاليد الكتابة في إندونيسيا: تضم مخطوطات من مكتبة إندونيسيا الوطنية. وفقًا للبروفيسور المشارك جان جيلمان تايلور من جامعة نيو ساوث ويلز، «قدمت ومؤسسة لونتار مساهمة كبيرة في المنح الدراسية من خلال الجمع معًا في كتاب واحد هذه العينات من التراث الفكري والفني لإندونيسيا». وفقًا للدكتورة كاثرين ماكجريجور كبيرة المحاضرين في تاريخ جنوب شرق آسيا بجامعة ملبورن «تكمن قوة العمل في المجموعة الغنية من الصور الفوتوغرافية التي توثق الاحتجاجات الرئيسية وأعمال العنف وحياة الشوارع وفن الاحتجاج الإندونيسي».
في عام 2010، نشرت مؤسسة لونتار مختارات لونتار للدراما الإندونيسية، وهي أول مختارات من الدراما الإندونيسية مترجمة إلى الإنجليزية، وتضم مجموعة متنوعة من المترجمين، وهو مرجع في الأدب الإندونيسي والماليزي، من بين آخرين. في مايو 2011 أطلقت مؤسسة لونتار سلسلة جديدة من الأدب الإندونيسي مترجمة إلى الإنجليزية تسمى المكتبة الحديثة في إندونيسيا، والتي تضم أعمالًا من عشرينيات القرن الماضي حتى الوقت الحاضر، بما في ذلك مؤلفين كبار. وفقًا لـ تيمبو، «أصبحت لونتار بلا شك المؤسسة الأدبية الأولى في إندونيسيا، ولديها الآن مجموعة رائعة من الأعمال الأدبية المترجمة، من النثر إلى الشعر إلى الدراما».